# سوزان روشن
سوزان روشن (زادهٔ ۱ مهر ۱۳۴۶) خوانندهٔ پاپ ایرانی مقیم لس‌آنجلس است.

## زندگی
سوزان روشن در یکم مهر ۱۳۴۶ در تهران متولد شد. پدرش منوچهر روشن و مادرش فرشته روشن، هردو اهل همدان بودند. سوزان در سال ۱۳۵۶ در ۱۰ سالگی به همراه خانواده به ایالات متحده آمریکا مهاجرت کرد.
پیمان روشن، برادر سوزان مشوق اصلی او در خوانندگی بود. سوزان در ۱۶ سالگی برای اولین بار با حسن شماعی‌زاده به‌روی صحنه رفت و خوانندگی را با ترانهٔ «حالا باز دوباره من» در سال ۱۳۶۴ آغاز کرد که این ترانه بعدها توسط عارف عارف‌کیا بازخوانی شد. همچنین ترانه «نه، نه، نمی‌خوام» با آهنگسازی شماعی‌زاده، اولین موزیک ویدئوی سوزان روشن بود.
سوزان در طی سالیان فعالیت هنری، اشعار بعضی از ترانه‌های خود از جمله «آریا» (با همکاری پاکسیما)، «دسته دسته»، «حقیقت»، «نفهمیدم»، «خاتون»، «هر کس خدایی داره»، «مردی گفتن، زنی گفتن» و «فکر می‌کردم» را سروده‌است.

### دههٔ شصت: آلبوم‌های اولیه و فعالیت حرفه‌ای
اولین آلبوم مستقل وی به نام «خاکستر» در سال ۱۳۶۵ توسط شرکت ترانه منتشر شد که شامل چند بازخوانی از ساخته‌های بابک افشار بود که پیش از این توسط خوانندگان دیگری اجرا شده بودند. حدود یک سال بعد، در سال ۱۳۶۶ آلبوم مشترک «گلریز» با همکاری وی، هایده، مهستی و ستار، با اشعار هما میرافشار و آهنگسازی بابک افشار به بازار عرضه شد.
آلبوم «دروغ نگو»، دومین آلبوم مستقل سوزان روشن بود که در سال ۱۳۶۹ از شرکت ترانه منتشر شد. سوزان در این آلبوم، با چهره‌هایی چون ژاکلین، احمد پژمان، صادق نوجوکی و منوچهر چشم‌آذر همکاری داشت.

### دههٔ هفتاد: انتشار چهار آلبوم و شهرت
سوزان پس از حدود سه سال و نیم سکوت، با انتشار آلبوم «بی‌بی عشق» در سال ۱۳۷۴ که سومین آلبوم مستقل وی به‌شمار می‌رفت، توانست به شهرت فراوانی دست یابد. این آلبوم، شاخص‌ترین ترانه‌های سوزان چون «قمار باز»، «حقیقت» و «آریا» را در بر می‌گرفت. موزیک ویدئوی «آریا» از این آلبوم، یکی از پرخرج‌ترین موزیک ویدئوهای ایرانی به کارگردانی فرزان دلجو بود، که به عنوان اولین موزیک ویدئوی ایرانی از ام‌تی‌وی پخش شد.
در سال ۱۳۷۵، آلبوم مشترک «دیدار» با همکاری وی و سیاوش شمس توسط کلتکس رکوردز منتشر شد. این آلبوم شامل شش ترانه بود که سه ترانهٔ آن توسط سوزان و سه ترانهٔ دیگر توسط سیاوش شمس اجرا شد. همچنین در این آلبوم، سوزان روشن برای اولین بار با فرید زلاند به همکاری پرداخت.
چهارمین آلبوم مستقل سوزان به‌نام «شاهزاده عشق» در سال ۱۳۷۷ منتشر شد. ضبط این آلبوم، حدود یک سال و نیم به‌طول انجامید. سوزان در این آلبوم علاوه‌بر ترانه‌سرایی، برای اولین بار به آهنگسازی نیز روی آورده و دو ترانهٔ «نفهمیدم» و «خاتون»، به‌طور مشترک توسط وی و فرخ آهی آهنگسازی شده‌اند.
آلبوم «همکلاسی» که پنجمین آلبوم مستقل سوزان به‌شمار می‌رفت در سال ۱۳۷۹ منتشر شد. این آلبوم، شامل همکاری‌های تازه‌ای با هنرمندانی چون مسعود فردمنش، مهرداد آسمانی و فرزین فرهادی نیز می‌شد. سوزان پس از آلبوم همکلاسی، برای مدتی تصمیم به کناره‌گیری از موسیقی گرفت و با پیشنهاد برادرش پیمان، به کار ساختمان‌سازی مشغول شد.

### دههٔ هشتاد: انتشار آخرین آلبوم و آغاز سکوت ۱۷ ساله
سوزان پس از چند سال سکوت، آخرین آلبوم خود را به‌نام «وسوسه» در پاییز ۱۳۸۵ توسط شرکت پارس ویدئو منتشر کرد. وی در این آلبوم، علاوه بر همکاری با فرخ آهی، پس از چندین سال به همکاری با حسن شماعی‌زاده پرداخت و همچنین برای اولین بار، با ترانه‌سرایان داخل ایران چون بابک صحرایی، ترانه‌ مکرم و جواد شریف‌پور نیز همکاری کرد. 
سوزان پس از انتشار این آلبوم، مقیم تگزاس شد و در شرکت خود به‌نام (Roshan Towers)، حرفهٔ ساختمان‌سازی را که از چند سال قبل شروع کرده بود را ادامه داد و در این میان، در مهمانی‌های خصوصی، به اجرای ترانه‌های پیشین خود می‌پرداخت. سوزان پس از ۱۷ سال سکوت، با اجرای ترانهٔ «لالایی» که به مادران داغدار جنبش زن زندگی آزادی تقدیم شده بود، به موسیقی بازگشت و علاوه بر اجرای کنسرت، هر سه‌ماه یک‌بار تک‌آهنگ جدیدی نیز منتشر می‌کند.

## آلبوم‌ها

### خاکستر (۱۹۸۶/۱۳۶۵)
| نام ترانه             | ترانه‌سرا          | آهنگساز    | تنظیم         |
| --------------------- | ----------------- | ---------- | ------------- |
| خاکستر                | اردلان سرفراز     | بابک افشار | منوچهر چشم‌آذر |
| اینم یه جور عاشق شدنه | همایون هوشیارنژاد | بابک افشار | خسرو پیشکاری  |
| یادته                 | پدرام             | بابک افشار | اریک          |
| دل من                 | تورج نگهبان       | بابک افشار | خسرو پیشکاری  |
| گریه امونم نمیده      | شهیار قنبری       | بابک افشار | واروژان       |
| چتر را باید بست       | شهیار قنبری       | بابک افشار | بابک افشار    |

### گلریز (مشترک باهایده،مهستیوستار) (۱۹۸۷/۱۳۶۶)
| نام ترانه | خواننده    | ترانه‌سرا     | آهنگساز    | تنظیم      |
| --------- | ---------- | ------------ | ---------- | ---------- |
| گلریز     | هایده      | هما میرافشار | بابک افشار | بابک افشار |
| خوشگله    | ستار       | هما میرافشار | بابک افشار | بابک افشار |
| یا رب     | مهستی      | هما میرافشار | بابک افشار | بابک افشار |
| صبور شرقی | مهستی      | هما میرافشار | بابک افشار | بابک افشار |
| زنگ مدرسه | سوزان روشن | هما میرافشار | بابک افشار | بابک افشار |
| هم‌نفس     | هایده      | هما میرافشار | بابک افشار | بابک افشار |

### دروغ نگو (۱۹۹۱/۱۳۷۰)
| نام ترانه     | ترانه‌سرا     | آهنگساز       | تنظیم         |
| ------------- | ------------ | ------------- | ------------- |
| دروغ نگو      | پریسا ساعد   | نوید نحوی     | نوید نحوی     |
| نازنین        | ژاکلین       | نوید نحوی     | نوید نحوی     |
| قصر آسمون     | ایرج رزمجو   | احمد پژمان    | احمد پژمان    |
| آره           | هما میرافشار | کوروش شکوفنده | منوچهر چشم‌آذر |
| آره           | هما میرافشار | منوچهر روشن   | منوچهر چشم‌آذر |
| دو دلداده     | ژاکلین       | ژاکلین        | منوچهر چشم‌آذر |
| عاشق عاشقم من | بیژن سمندر   | صادق نوجوکی   | صادق نوجوکی   |

### بی‌بی‌ عشق (۱۹۹۵/۱۳۷۴)
| نام ترانه                      | ترانه‌سرا        | آهنگساز         | تنظیم            |
| ------------------------------ | --------------- | --------------- | ---------------- |
| قمار باز                       | پاکسیما زکی‌پور  | فرخ آهی         | فرخ آهی          |
| مردم آزار                      | مهداد زند کریمی | مهداد زند کریمی | مهداد زند کریمی  |
| حقیقت                          | سوزان روشن      | حسین واثقی      | شهرام شهرابی     |
| حقیقت                          | سوزان روشن      | حسین واثقی      | فرهاد بشارتی     |
| دل دیوونه                      | فرشاد افشار     | فرخ آهی         | فرخ آهی          |
| دل دیوونه                      | فرشاد افشار     | فرشاد افشار     | فرخ آهی          |
| آریا                           | سوزان روشن      | شهرام شهرابی    | فرخ آهی          |
| آریا                           | پاکسیما زکی‌پور  | شهرام شهرابی    | فرخ آهی          |
| دسته دسته                      | سوزان روشن      | شهرام شهرابی    | شهرام شهرابی     |
| دسته دسته                      | پیمان روشن      | شهرام شهرابی    | شهرام شهرابی     |
| روح شیطون (بازخوانی ترانهٔ بتی) | سعید دبیری      | سیاوش قمیشی     | شهرام شهرابی     |
| آینه                           | آرش کبیر        | آرش کبیر        | آرش کبیر و کوروس |

### دیدار (مشترک باسیاوش شمس) (۱۹۹۶/۱۳۷۵)
| نام ترانه   | خواننده    | ترانه‌سرا       | آهنگساز      | تنظیم        |
| ----------- | ---------- | -------------- | ------------ | ------------ |
| غم اسیر     | سیاوش      | ژاکلین         | سیاوش        | فرهاد مرفه   |
| غم اسیر     | سیاوش      | ژاکلین         | فرهاد مرفه   | فرهاد مرفه   |
| دختر آریایی | سوزان روشن | پاکسیما زکی‌پور | فرد میرزا    | فرد میرزا    |
| قصر یخی     | سیاوش      | منصور          | منصور        | فرهاد مرفه   |
| قصر یخی     | سیاوش      | سیاوش          | منصور        | فرهاد مرفه   |
| کبوتر دل    | سوزان روشن | پاکسیما زکی‌پور | شهرام شهرابی | شهرام شهرابی |
| نگاه اول    | سیاوش      | فرشاد ربانی    | بازسازی      | فرشاد ربانی  |
| ماهی و دریا | سوزان روشن | هما میرافشار   | فرید زلاند   | دیوید تباکمن |

### شاهزادهٔ عشق (۱۹۹۸/۱۳۷۷)
| نام ترانه                       | ترانه‌سرا          | آهنگساز       | تنظیم         |
| ------------------------------- | ----------------- | ------------- | ------------- |
| نفهمیدم                         | سوزان روشن        | فرخ آهی       | فرخ آهی       |
| نفهمیدم                         | سوزان روشن        | سوزان روشن    | فرخ آهی       |
| عاشقم                           | پاکسیما زکی‌پور    | شهرام شهرابی  | شهرام شهرابی  |
| دزدو بگیر                       | پرویز غیاثیان     | پرویز غیاثیان | منوچهر چشم‌آذر |
| خاتون                           | سوزان روشن        | فرخ آهی       | فرخ آهی       |
| خاتون                           | سوزان روشن        | سوزان روشن    | فرخ آهی       |
| شاهزاده                         | پاکسیما زکی‌پور    | میلاد         | فرخ آهی       |
| دلبری                           | پاکسیما زکی‌پور    | محلی          | فرخ آهی       |
| کولی                            | فریبرز حاجی‌نبی    | محمد ستاری    | محمد ستاری    |
| قصر سفید (به‌همراه مهران عبدشاه) | همایون هوشیارنژاد | اقتباسی       | فرخ آهی       |

### همکلاسی (۲۰۰۰/۱۳۷۹)
| نام ترانه       | ترانه‌سرا       | آهنگساز        | تنظیم        |
| --------------- | -------------- | -------------- | ------------ |
| تنگ غروب        | پاکسیما زکی‌پور | فریبرز حاجی‌نبی | داریوش داوری |
| عشق رنگی        | مسعود فردمنش   | مهرداد آسمانی  | مجید قربانی  |
| دلم گرفته       | پاکسیما زکی‌پور | فرزین فرهادی   | فرزین فرهادی |
| پاییز           | فریبرز حاجی‌نبی | فریبرز حاجی‌نبی | استیو مک‌کرام |
| هم‌کلاسی         | ژاکلین         | ژاکلین         | ژاکلین       |
| هرکس خدایی داره | سوزان روشن     | محمد ستاری     | محمد ستاری   |
| یار من          | ژاکلین         | ژاکلین         | ژاکلین       |
| خونه            | پاکسیما زکی‌پور | محمد ستاری     | محمد ستاری   |

### وسوسه (۲۰۰۶/۱۳۸۵)
| نام ترانه          | ترانه‌سرا     | آهنگساز       | تنظیم     |
| ------------------ | ------------ | ------------- | --------- |
| مردی گفتن زنی گفتن | سوزان روشن   | فرخ آهی       | فرخ آهی   |
| مردی گفتن زنی گفتن | سوزان روشن   | سوزان روشن    | فرخ آهی   |
| بهونه              | میسم         | فرخ آهی       | فرخ آهی   |
| بهونه              | میسم         | فرخ آهی       | فرد میرزا |
| برو برو            | جواد شریف‌پور | فرخ آهی       | فرخ آهی   |
| برو برو            | ترانه مکرم   | فرخ آهی       | فرخ آهی   |
| فکر می‌کردم         | سوزان روشن   | فرخ آهی       | فرخ آهی   |
| فکر می‌کردم         | سوزان روشن   | سوزان روشن    | فرد میرزا |
| آتیش بازی          | بابک صحرایی  | حسن شماعی‌زاده | فرخ آهی   |
| آتیش بازی          | بابک صحرایی  | حسن شماعی‌زاده | فرد میرزا |
| ایران نازنینم      | مسعود آذری   | حسن شماعی‌زاده | فرخ آهی   |
| ایران نازنینم      | مسعود آذری   | حسن شماعی‌زاده | فرد میرزا |
| عشق طوفانی         | بابک صحرایی  | حسن شماعی‌زاده | فرخ آهی   |
| عشق طوفانی         | بابک صحرایی  | حسن شماعی‌زاده | فرد میرزا |

## تک‌آهنگ‌ها
| نام ترانه                                                           | ترانه‌سرا                            | آهنگ‌ساز                              | تنظیم        | سال       |
| ------------------------------------------------------------------- | ----------------------------------- | ------------------------------------ | ------------ | --------- |
| حالا باز دوباره من (خیلی وقته عاشقم)                                | فریدون علیخانی                      | حسن شماعی‌زاده                        | نوید نحوی    | ۱۳۶۴ ۱۹۸۵ |
| نه نه نمی‌خوام                                                       | بیژن سمندر                          | حسن شماعی‌زاده                        | نوید نحوی    | ۱۳۶۴ ۱۹۸۵ |
| پنجره‌ها (به‌همراه فتانه)                                             | هادی خرسندی                         | اقتباسی                              | -            | ۱۳۷۳ ۱۹۹۴ |
| نگو نه (به‌همراه مکابیز)                                             | پاکسیما زکی‌پور                      | فرخ آهی                              | فرخ آهی      | ۱۳۷۴ ۱۹۹۵ |
| عید اومده (به‌همراه مهران صفریان)                                    | فریبرز حاجی‌نبی                      | فریبرز حاجی‌نبی                       | -            | ۱۳۸۱ ۲۰۰۲ |
| نوروز مدلی (به‌همراه مهستی، داوود بهبودی، شهرام کاشانی، سپیده و ...) | لیلا کسری، مسعود امینی و بیژن سمندر | صادق نوجوکی، محمد مقدم و ناصر چشم‌آذر | محمد ستاری   | ۱۳۸۵ ۲۰۰۶ |
| موسیقی (به‌همراه مهستی، عارف، لیلا فروهر، شهره و...)                 | پاکسیما زکی‌پور                      | رامون                                | رامون        | ۱۳۸۵ ۲۰۰۶ |
| لالایی                                                              | نرگس جعفری                          | محمد مقدم                            | سینا سالک    | ۱۴۰۲ ۲۰۲۳ |
| شاه دل                                                              | P2Music                             | P2Music                              | محمد مقدم    | ۱۴۰۲ ۲۰۲۳ |
| آروم آروم                                                           | P2Music                             | P2Music                              | خشایار بندار | ۱۴۰۲ ۲۰۲۳ |
| ضربان عشق                                                           | امیر شیرازی                         | امیر شیرازی                          | P2MUSIC      | ۱۴۰۲ ۲۰۲۴ |
| همخونه                                                              | گلناز گلزاری و نرگس جعفری           | محمد مقدم                            | سینا سالک    | ۱۴۰۳ ۲۰۲۴ |
| هول شدم                                                             | P2MUSIC                             | P2MUSIC                              | P2MUSIC      | ۱۴۰۳ ۲۰۲۵ |